# Schauspielbühnen Stuttgart
Die Schauspielbühnen in Stuttgart bestehen aus den Spielstätten Altes Schauspielhaus sowie Komödie im Marquardt in Stuttgart und sind mit 12.000 Abonnenten und über 200.000 Besuchern jährlich die Sprechtheater mit den höchsten Zuschauerzahlen in  Baden-Württemberg. Von 2009 bis 2018 war Manfred Rolf Langner Intendant der Schauspielbühnen, der ab der Spielzeit 2018/19 die Intendanz am Trierer Theater übernommen hat. Axel Preuß, der zuvor Schauspieldirektor am Badischen Staatstheater Karlsruhe war, ist seit der Spielzeit 2018/2019 der neue Intendant der Schauspielbühnen.

## Altes Schauspielhaus

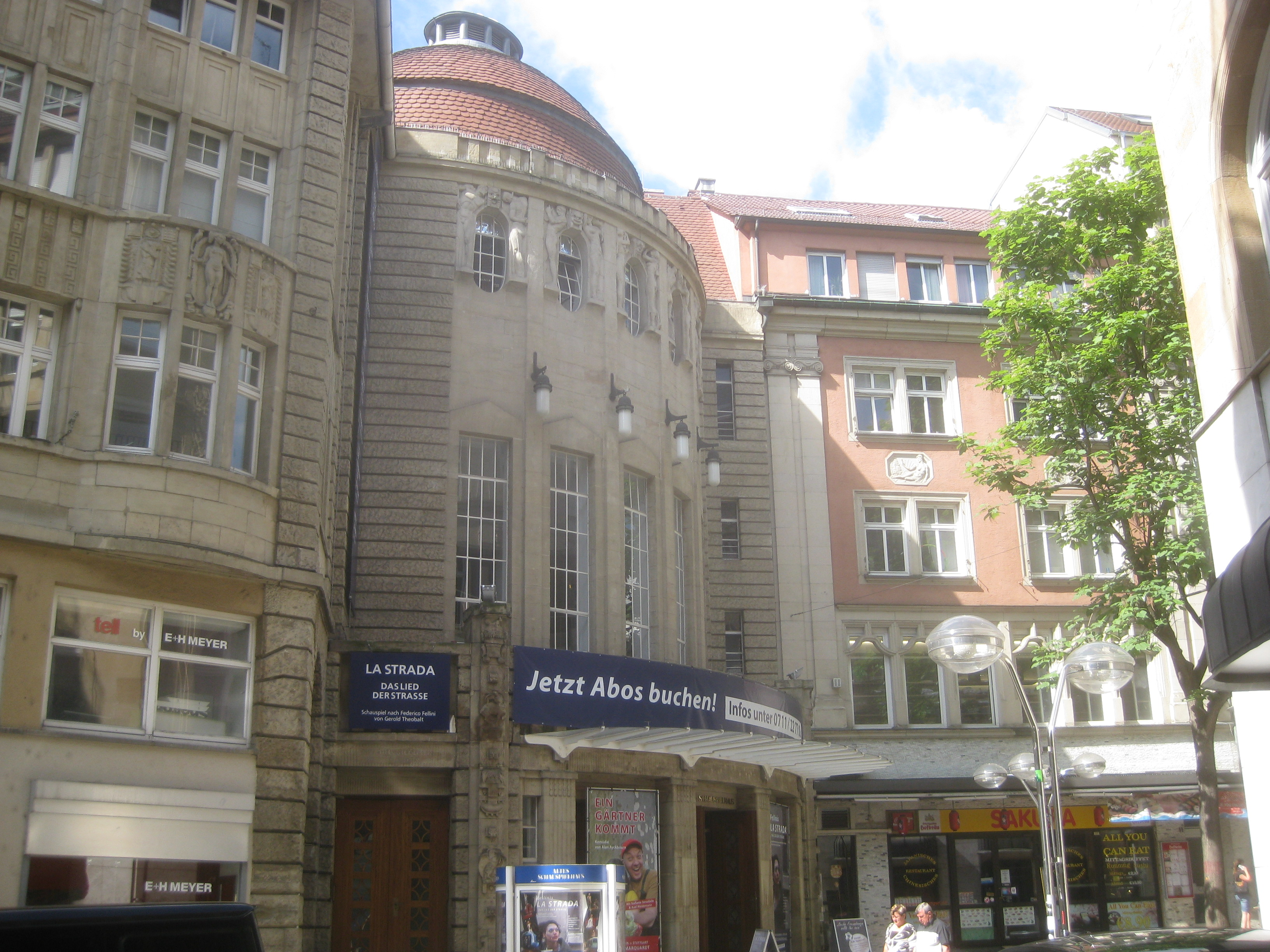
Altes Schauspielhaus, im Juni 2012

Das Alte Schauspielhaus befindet sich in einem Jugendstilgebäude in der Kleinen Königstraße im Zentrum Stuttgarts, das 1909 von den Architekten Albert Eitel und Eugen Steigleder erbaut wurde.
Am 6. November 1909 wurde das Alte Schauspielhaus auf dem historischen Gelände einer ehemaligen Legationskaserne eröffnet. Die charakteristische halbrunde Jugendstilfassade von damals prägt noch heute ihr Äußeres. Seine Glanzzeit erlebte das Alte Schauspielhaus unter seinem Direktor Claudius Kraushaar, der jedoch wegen seiner jüdischen Abstammung den Theaterbetrieb unter den Nationalsozialisten nicht fortführen konnte. In den 1960er Jahren war im Alten Schauspielhaus das legendäre Ensemble um Elisabeth Flickenschildt, Edith Heerdegen und Erich Ponto zu sehen. Als 1962 das Schauspiel des Staatstheaters in das neu eröffnete Kleine Haus umzog, blieb das Alte Schauspielhaus zunächst dem Verfall überlassen. 1984 wurde es nach einer aufwendigen Renovierung (u. a. durch Roland Ostertag) erneut eröffnet. Die Intendanz übernahm Elert Bode, der bereits seit 1976 die Komödie im Marquardt leitete. Er gab dem Alten Schauspielhaus seinen heutigen Namen und führte es erneut zu Renommee.
Seit seiner Neueröffnung in den 1980er Jahren zeichnet sich das Theater durch ein anspruchsvolles Schauspielprogramm aus. Sowohl klassische Stücke als auch zeitgenössisches Theater und musikalische Produktionen stehen auf dem Programm. Das Alte Schauspielhaus wird von September bis Juli außer montags täglich bespielt.

## Komödie im Marquardt

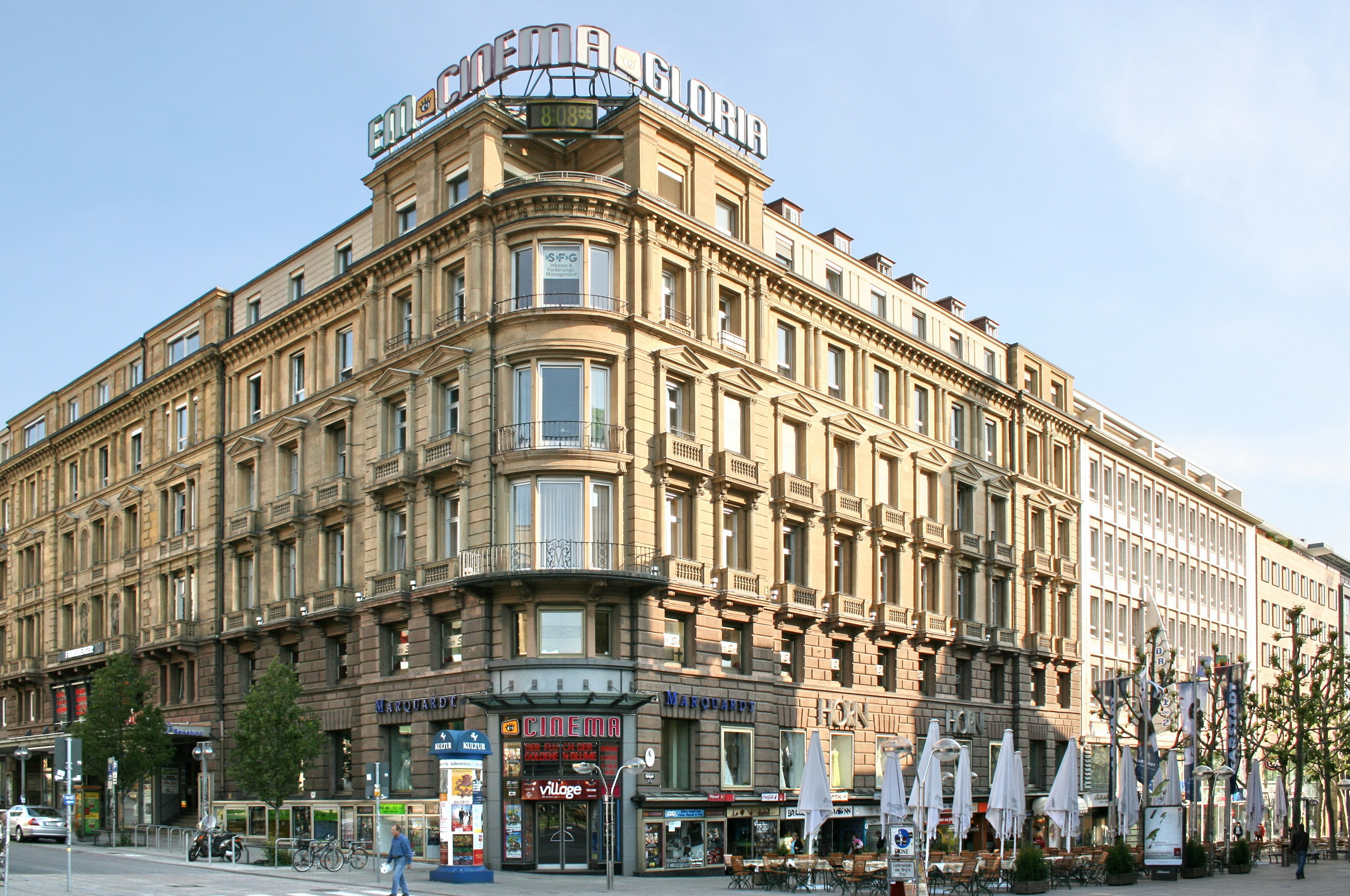
Marquardtbau

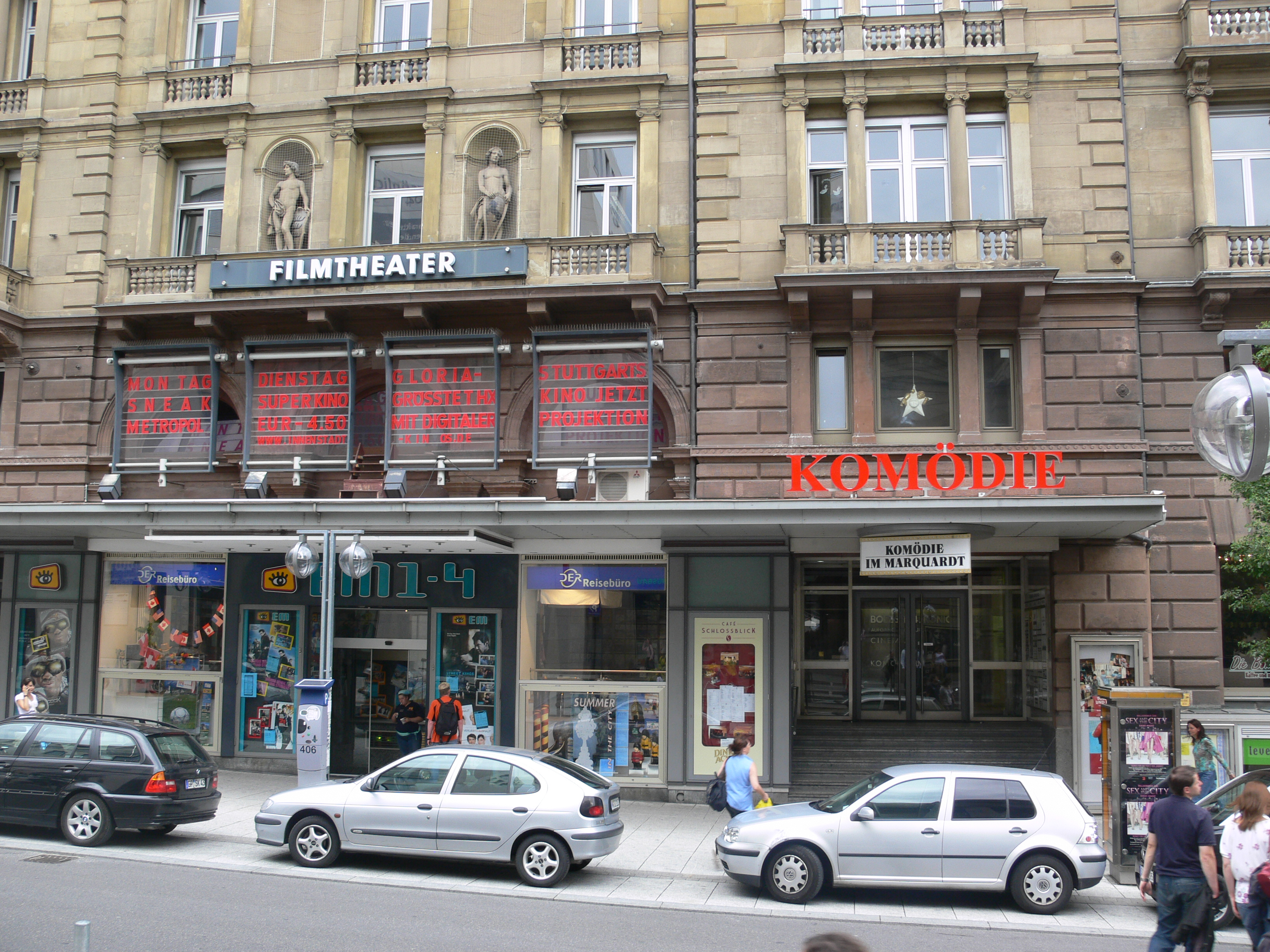
Eingang zur Komödie im Marquardt

Die Komödie im Marquardt wurde 1951 von Berthold Sakmann im Marquardtbau am Stuttgarter Schloßplatz gegründet. In den Anfangsjahren traten viele Stars der Nachkriegszeit auf, unter ihnen Heinz Erhardt, Conny Froboess und Harald Juhnke. 1976 übernahm Elert Bode die Intendanz der Komödie im Marquardt und führte sie ab 1984 gemeinsam mit dem Alten Schauspielhaus Stuttgart. Als im August 2002 Carl Philip von Maldeghem die Intendanz der Komödie im Marquardt und des Alten Schauspielhauses übernahm, wurde der Theatersaal der Komödie renoviert.
Der Spielplan umfasst die gesamte Bandbreite der komödiantischen Bühnenunterhaltung, von Boulevard- und Liebeskomödien über schwäbische Dialektstücke bis hin zur klassischen Komödie mit bisherigen Gastauftritten von Künstlern wie Walter Schultheiß, Joerg Adae und Monika Hirschle.

## Weitere Spielstätten
Theater unterm Dach
Im Theater unterm Dach werden Ein- bis Zwei-Personen-Stücke unter der Kuppel des Alten Schauspielhauses präsentiert. In der Spielzeit 2023/2024 ist hier Lisa Wildmann in Angst zu sehen, einem Kammerspiel nach der gleichnamigen Novelle von Stefan Zweig.

## Weitere Angebote
management by shakespeare
Unter dem Motto management by shakespeare werden Seminare für Führungskräfte in Persönlichkeits- und Kommunikationstraining durchgeführt.
Freundeskreis
Der Freundeskreis des Alten Schauspielhauses und der Komödie im Marquardt wurde im Jahr 2003 gegründet und ermöglicht den Mitgliedern die Teilnahme an Sonderveranstaltungen an den Theatern. Darüber hinaus verleiht der Freundeskreis auch jedes Jahr den Publikumspreis für die beliebteste Schauspielerin, den beliebtesten Schauspieler und die besten Inszenierungen in beiden Häusern.